# Владения Дании

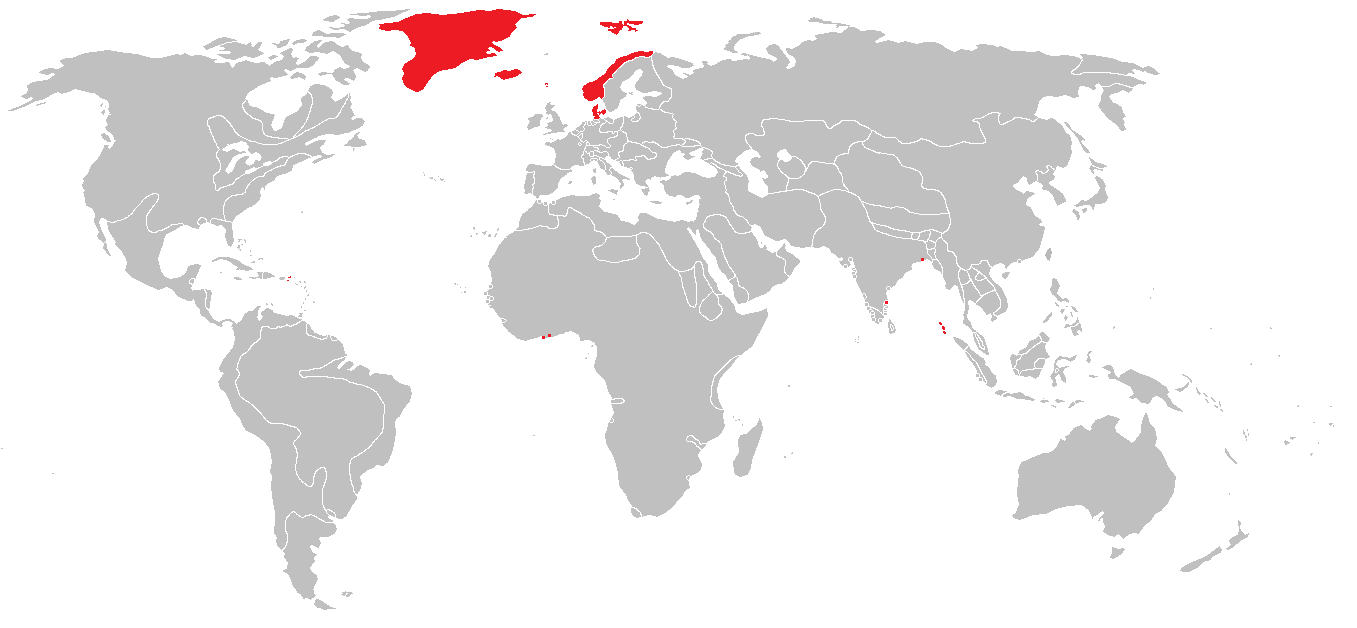
Дания и её колонии (1800 год)

В настоящем списке представлены все территории мира, когда-либо находившиеся в колониальной или близкой к ней зависимости от Дании.

## В Европе

### Бывшие норвежские владения
- Собственно Норвегия (1380—1814)
- Исландия (1380—1944)
- Фарерские острова (с 1380 по сей день)
- Оркнейские острова (1380—1476)
- Шетландские острова (1380—1476)

### Бывшие шведские владения
- Собственно Швеция (1380—1523)
- Финляндия (1380—1523)
- Готланд (1361—1645)
- Сконе, Халланд и Блекинге (1360—1660)

### Владения в Прибалтике
- Датская Эстония (1219—1346)
- Эзель (1561—1645)
- Курляндское епископство (1561—1583)

### Германские владения
- Рюген (1168—1234)
- Померания (1185—1227)
- Дитмарскен (1559—1864)
- Ольденбург (1667—1773)
- Дельменхорст (1667—1773)
- Гельголанд (1714—1807)
- Шлезвиг-Гольштейн (?−1864)

### Владения в Британии
- Англия (1013—1066)

## Заморские колонии

### В Америке
- Гренландия[1] — 1814—1953, остаётся частью Датского королевства по сей день в качестве автономии
- Датские Виргинские острова (Датская Вест-Индия) — 1672—1917

### В Африке и Азии

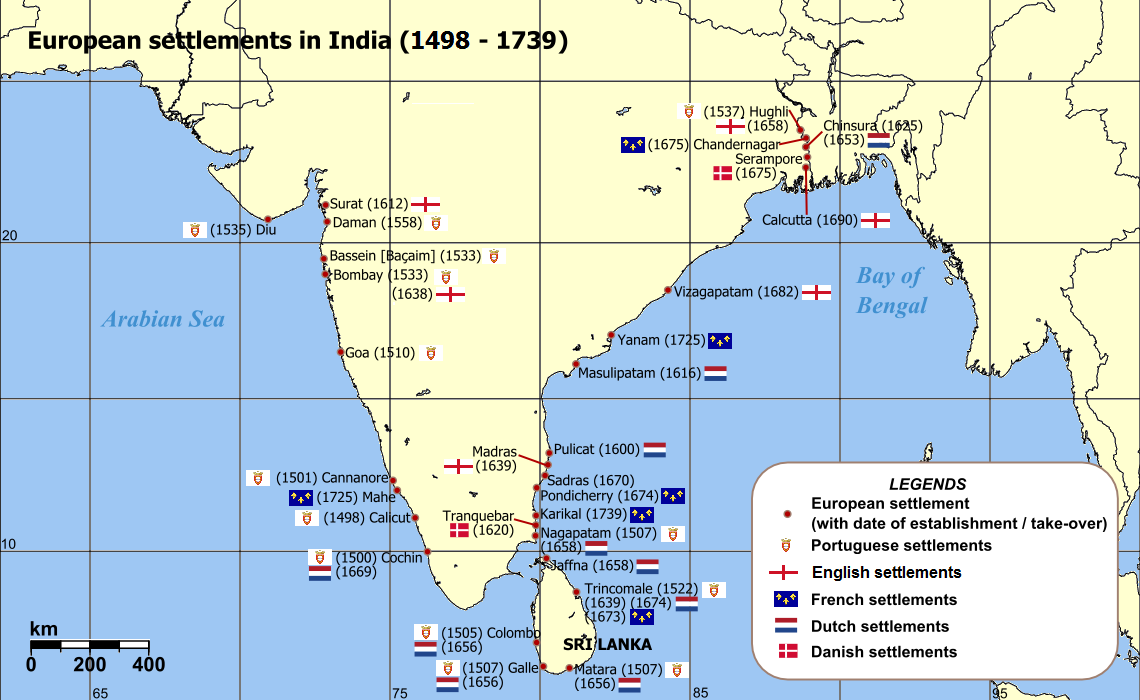
Датские и другие европейские поселения в Индии.

- Датская Гвинея (датские поселения на Золотом Берегу, сейчас Гана) — 1658—1850
- датские поселения на Цейлоне[какие?]
- Новая Дания (Никобарские острова, сейчас часть Индии) — 1756—1848/1868
- Датская Индия (Серампор, Транкебар — сейчас часть Индии) — 1620—1845

## Примечание
1. ↑  В 1931—1933 годах Норвегия оккупировала часть Гренландии и провозгласила создание там колонии «Земля Эрика Рыжего». По вердикту Всемирного суда Лиги Наций территория была возвращена Дании.